# Agapio di Cesarea
Agapio di Cesarea (fl. IV secolo) è stato vescovo di Cesarea di Palestina tra la fine del III secolo e gli inizi del IV.
È menzionato come successore di Teotecno sulla cattedra episcopale di Cesarea nella Storia ecclesiastica di Eusebio, che lo conobbe personalmente e ne loda l'attività e l'attenzione per i poveri. Ancora Eusebio racconta che san Panfilo fu consacrato prete da Agapio, come pure probabilmente lo stesso Eusebio.
Nella Storia ecclesiastica Agapio è indicato come l'immediato predecessore di Eusebio come vescovo di Cesarea. Tuttavia al concilio di Sardica del 314 prese parte il vescovo Agricola, che in alcune fonti è presentato come vescovo di Cesarea di Palestina, mentre in altre come vescovo di Cesarea di Cappadocia. Secondo Tillemont, Agricola fu vescovo della sede di Palestina e dunque da collocare nella cronotassi tra Agapio ed Eusebio.
Salaville pone l'episcopato di Agapio approssimativamente tra il 290 ed il 303.